# RoboCup

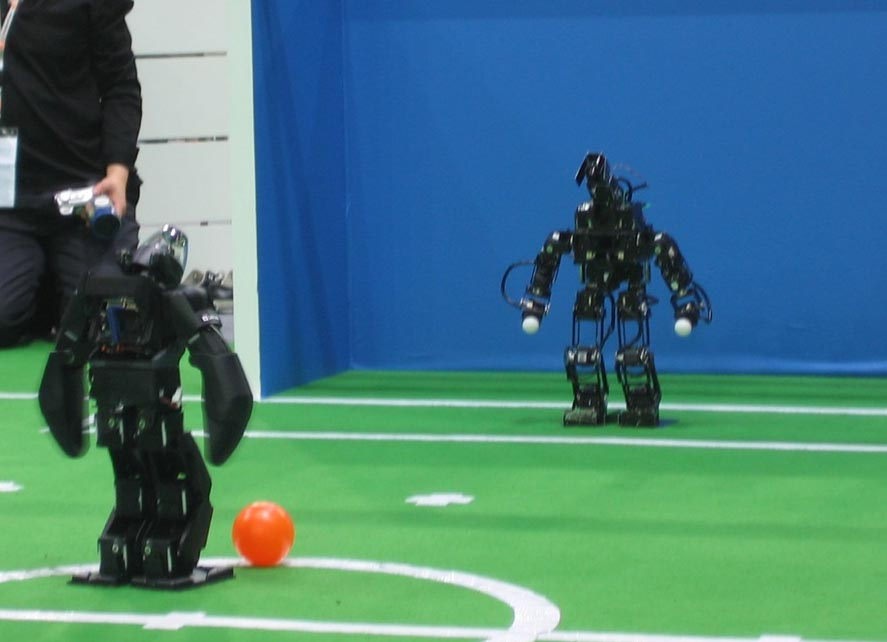
Robot strzelający do bramki oraz robot-bramkarz, liga robotów humanoidalnych

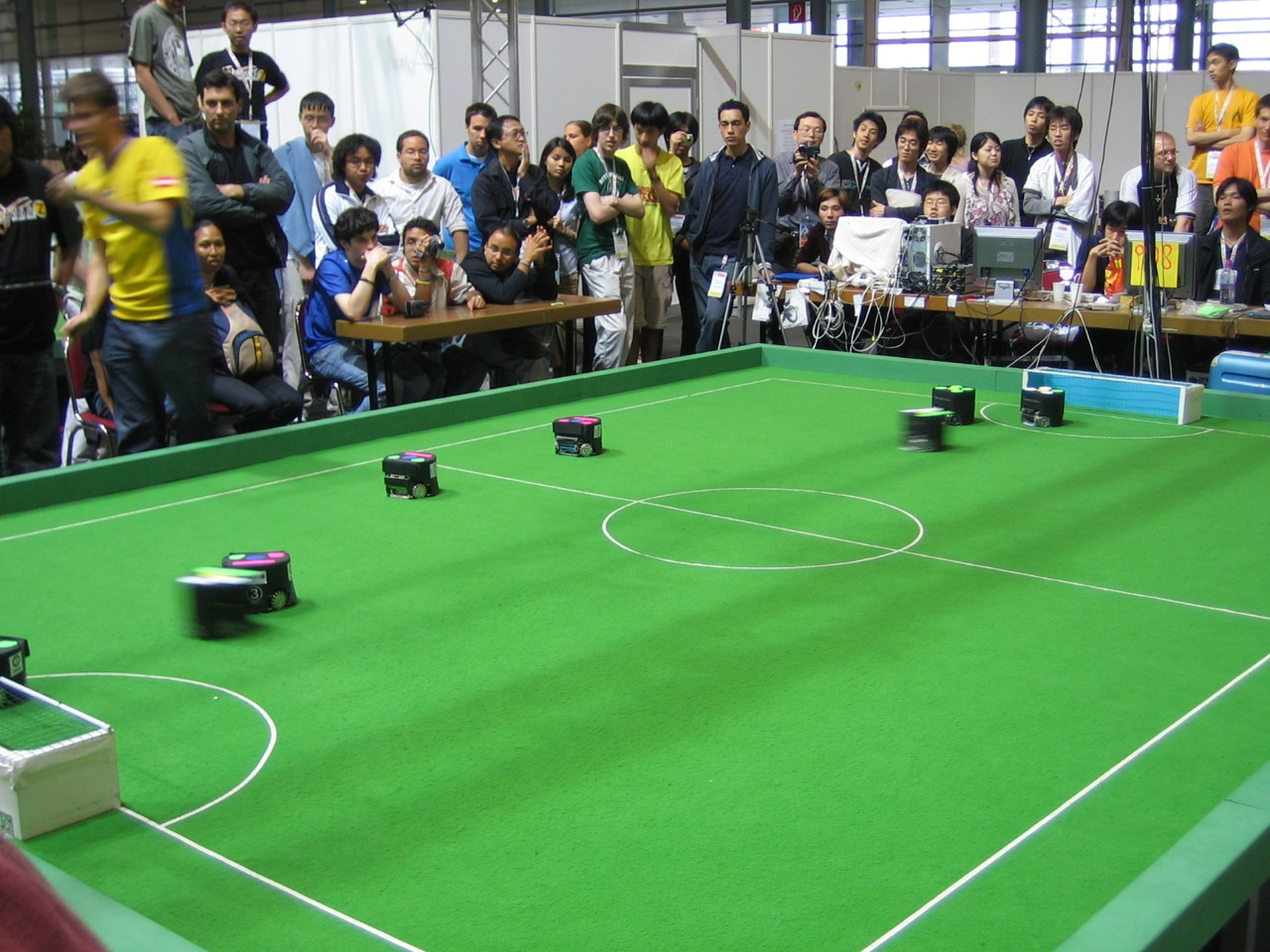
Liga robotów małych (ich średnica nie przekracza 180 mm)

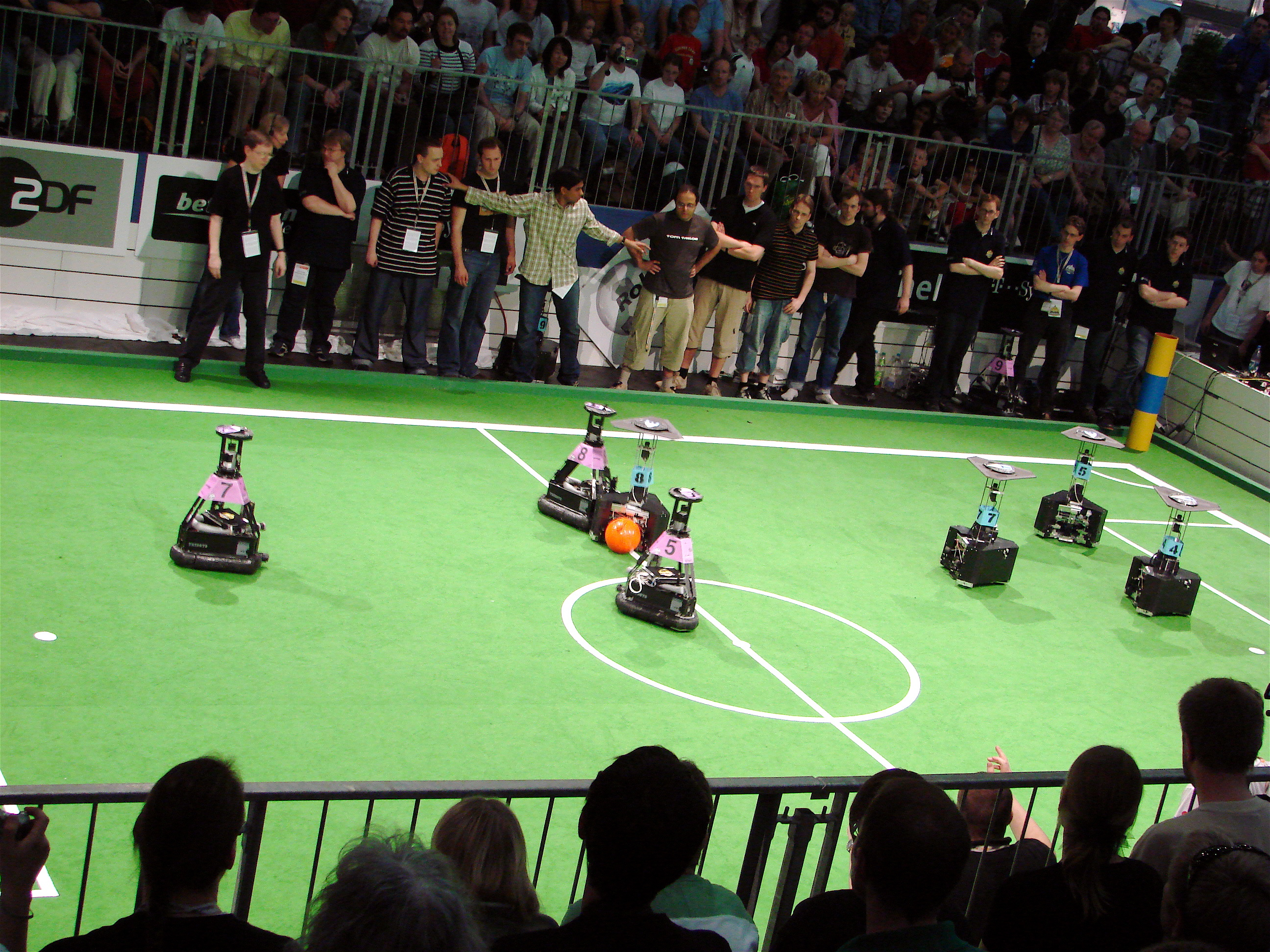
Liga średnich robotów podczas zawodów w 2006 w Bremie

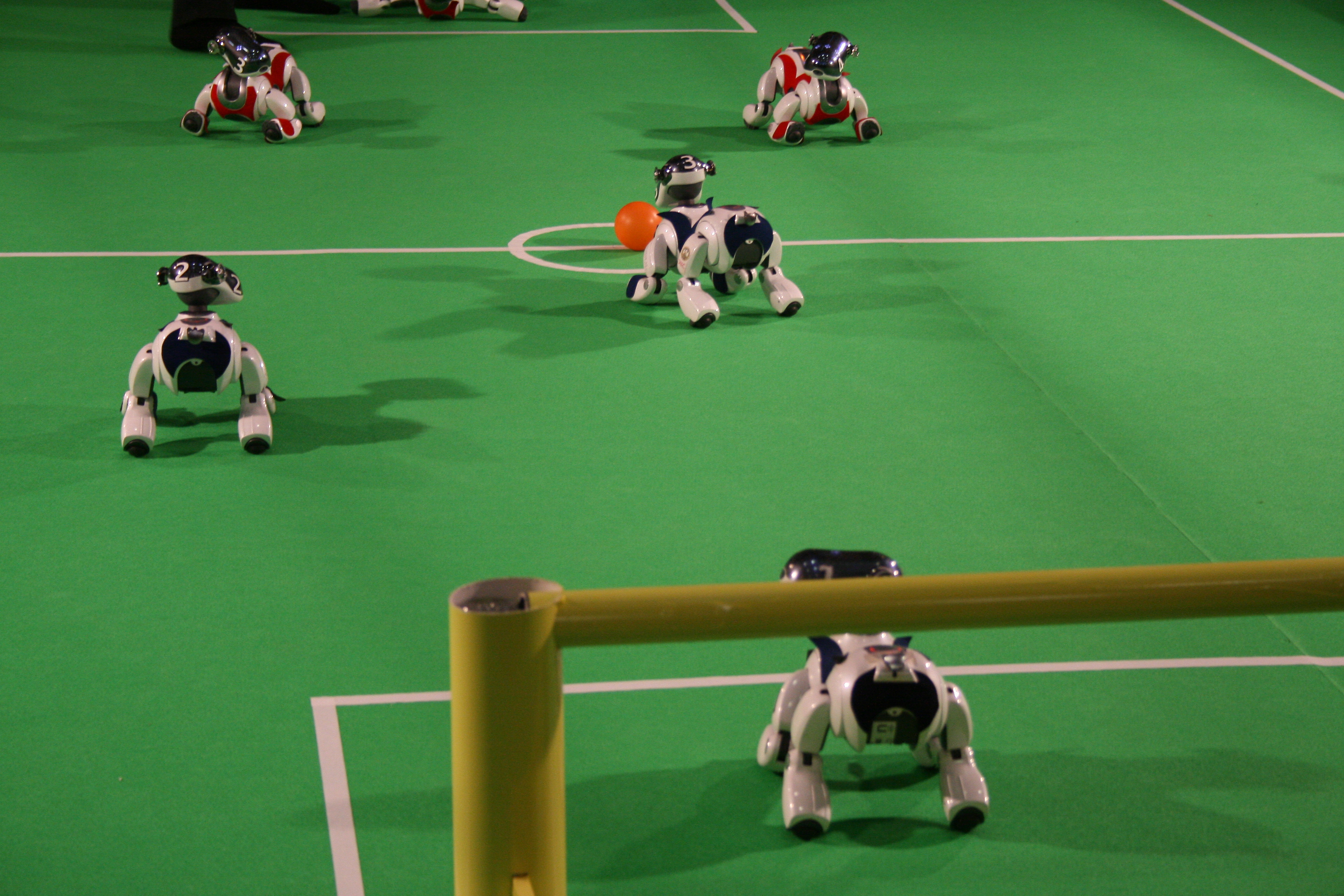
Liga platformy standardowej, wcześniej określana jako liga robotów "czworonożnych"

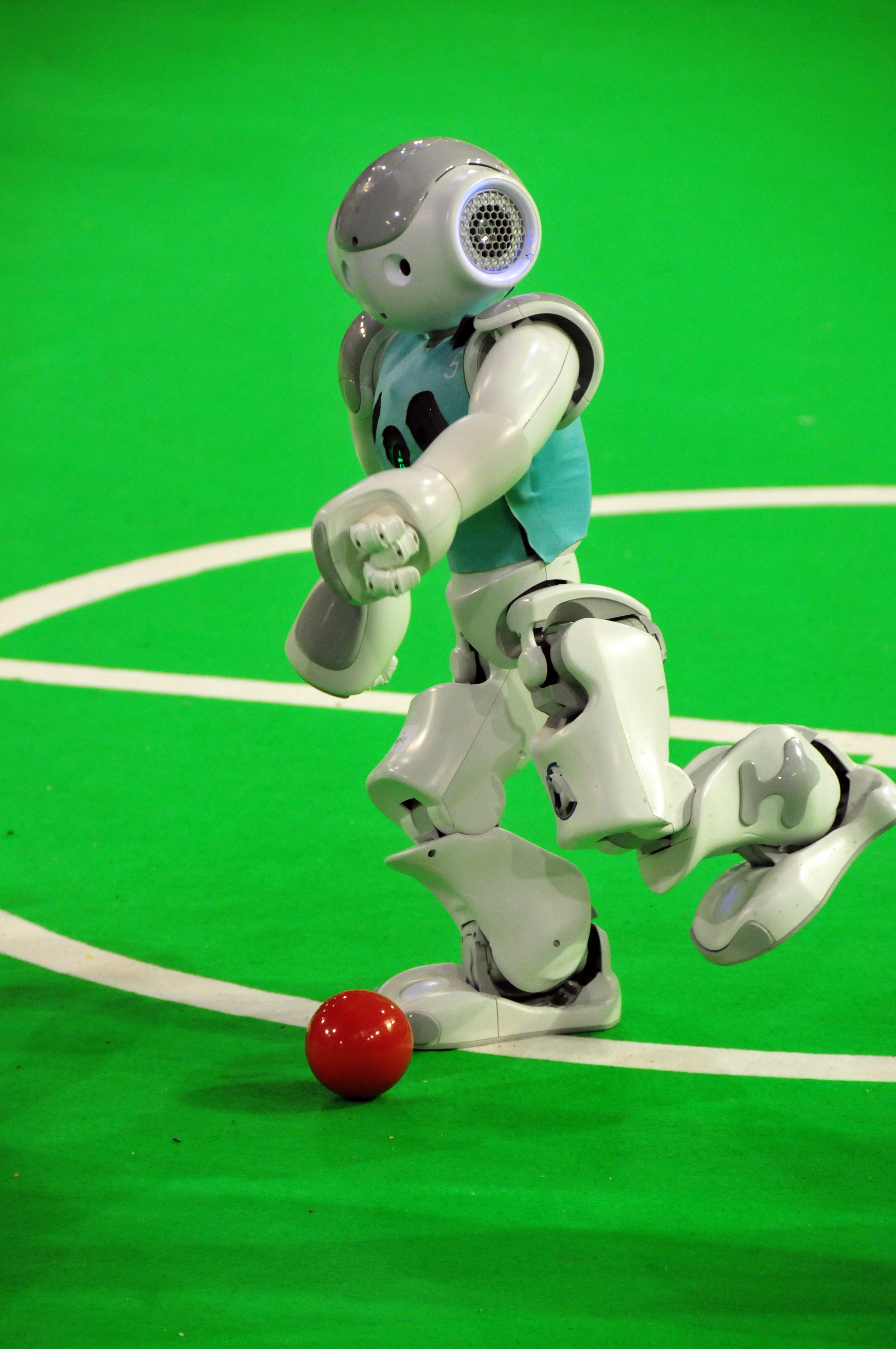
Robot próbuje kopnąć piłkę podczas RoboCup 2013.

RoboCup – międzynarodowe zawody robotów odbywające się od 1997. Celem zawodów jest tworzenie autonomicznie działających robotów, z zamiarem promocji badań naukowych w zakresie sztucznej inteligencji i robotyki. Nazwa RoboCup jest skrótem od Robot Soccer World Cup.
Oficjalnym celem i hasłem turnieju jest zdanie:
W połowie XXI wieku, drużyna w pełni samodzielnych, humanoidalnych robotów wygra mecz w piłkę nożną, zgodnie ze wszystkimi zasadami FIFA, grając przeciwko aktualnej drużynie mistrzowskiej.
Zdanie to również jest parafrazowane jako:
Do 2050 roku stworzyć drużynę samodzielnych, humanoidalnych robotów, która wygra z aktualną ludzką drużyną mistrzowską.
RoboCup składa się z turniejów w różnych kategoriach, przeznaczonych dla różnych robotów, z czego cztery główne to zawody dla małych robotów, średnich robotów, robotów humanoidalnych i czteronożnych robotów (w których głównie udział biorą roboty AIBO).

## Ligi i konkurencje
Pierwotnie Robocup obejmował jedynie grę w piłkę nożną; obecnie rozgrywa się kilka dyscyplin, z których każda podzielona jest na ligi:
- RoboCupSoccer – rozgrywki w piłkę nożną
  - Liga symulacyjna

Rozgrywka odbywa się na komputerze w postaci symulacji
- - Liga robotów małych

Dla robotów, których średnica nie przekracza 180 mm, a wysokość 15 cm
- - Liga robotów średnich

Dla większych robotów niehumanoidalnych; rozgrywka odbywa się na polu o wymiarach 18 m x 12 m.
- - Liga platformy standardowej (pierwotnie Liga Robotów "Czworonożnych")

Dla robotów posiadających cztery kończyny i wbudowane kamery.
- - Liga robotów humanoidalnych

- RoboCupRescue – zawody ratowania poszkodowanych i udzielania pomocy
  - Liga symulacyjna
  - Liga prawdziwa

- RoboCup Junior – zawody dla młodych uczestników (poniżej 18 roku życia)
  - Rozgrywki w piłkę nożną
  - Zawody taneczne
  - Zawody ratowania poszkodowanych
  - Ogólne

- RoboCup@Home – samodzielne roboty w ludzkim społeczeństwie

## Gospodarze rozgrywek
| Miejsce                                    | Liczba drużyn | Liczba państw |
| ------------------------------------------ | ------------- | ------------- |
| RoboCup 2013 Eindhoven – Holandia          |               |               |
| RoboCup 2012 Meksyk – Meksyk               | 381           | 42            |
| RoboCup 2011 Stambuł – Turcja              | 451           | 40            |
| RoboCup 2010 Singapur                      | 500           | 40            |
| RoboCup 2009 Graz – Austria                | 407           | 43            |
| RoboCup 2008 Suzhou – Chiny                | 373           | 35            |
| RoboCup 2007 Atlanta – USA                 | 321           | 39            |
| RoboCup 2006 Brema – Niemcy                | 440           | 35            |
| RoboCup 2005 Osaka – Japonia               | 419           | 35            |
| RoboCup 2004 Lizbona – Portugalia          | 345           | 37            |
| RoboCup 2003 Padwa – Włochy                | 238           | 35            |
| RoboCup 2002 Fukuoka/Busan – Japonia/Korea | 188           | 29            |
| RoboCup 2001 Seattle – USA                 | 141           | 22            |
| RoboCup 2000 Melbourne – Australia         | 110           | 19            |
| RoboCup 1999 Sztokholm – Szwecja           | 85            | 23            |
| RoboCup 1998 Paryż – Francja               | 63            | 19            |
| RoboCup 1997 Nagoja – Japonia              | 38            | 11            |
| Pre-RoboCup-96 – Osaka – Japonia           | 8             | –             |